# غران برميو فالنسيا 2022
غران برميو فالنسيا 2022  هو سباق دراجات هوائية من فئة  سباق يوم واحد، وهو الموسم الثامن والثلاثين من تروفيو لويس بويج ‏، وأقيم في 23 يناير 2022.
فاز بالمركز الأول Giovanni Lonardi ‏، وفاز بالمركز الثاني أموري كابيو، وفاز بالمركز الثالث كريستوفر لوليس.

## التصنيف العام النهائي
| التصنيف العام | التصنيف العام     | التصنيف العام | التصنيف العام | التصنيف العام |
| العداء        | العداء            | الفريق        | الوقت         |               |
| ------------- | ----------------- | ------------- | ------------- | ------------- |
| 1             | Giovanni Lonardi ‏ | إيولو كوميت ‏  |               |               |
| 2             | أموري كابيو       | اركيا سامسيك  |               |               |
| 3             | كريستوفر لوليس    | TotalEnergies |               |               |
|               |                   |               |               |               |
|               |                   |               |               |               |